# Rancho Tehama Reserve
Rancho Tehama Reserve es un lugar designado por el censo del condado de Tehama en el estado estadounidense de California. En el año 2000 tenía una población de 1,406 habitantes y una densidad poblacional de 25.2 personas por km².

## Geografía
Rancho Tehama Reserve se encuentra ubicado en las coordenadas 40°0′29″N 122°25′33″O / 40.00806, -122.42583. Según la Oficina del Censo, la ciudad tiene un área total de 55,8 km² (21,5 mi²), de la cual 55,6 km² (21,5 mi²) es tierra y 0,2 km² (0,1 mi²) (0.42%) es agua.

## Demografía
Según la Oficina del Censo en 2000 los ingresos medios por hogar en la localidad eran de $25,236, y los ingresos medios por familia eran $25,878. Los hombres tenían unos ingresos medios de $25,069 frente a los $19,350 para las mujeres. La renta per cápita para la localidad era de $12,738. Alrededor del 25.5% de la población estaban por debajo del umbral de pobreza.